# Thierry Anti
Thierry Anti (Paris, 19 de fevereiro de 1959) é um ex-handebolista profissional francês e é o atual treinador do Sporting Clube de Portugal.